# Halve marathon van Milaan

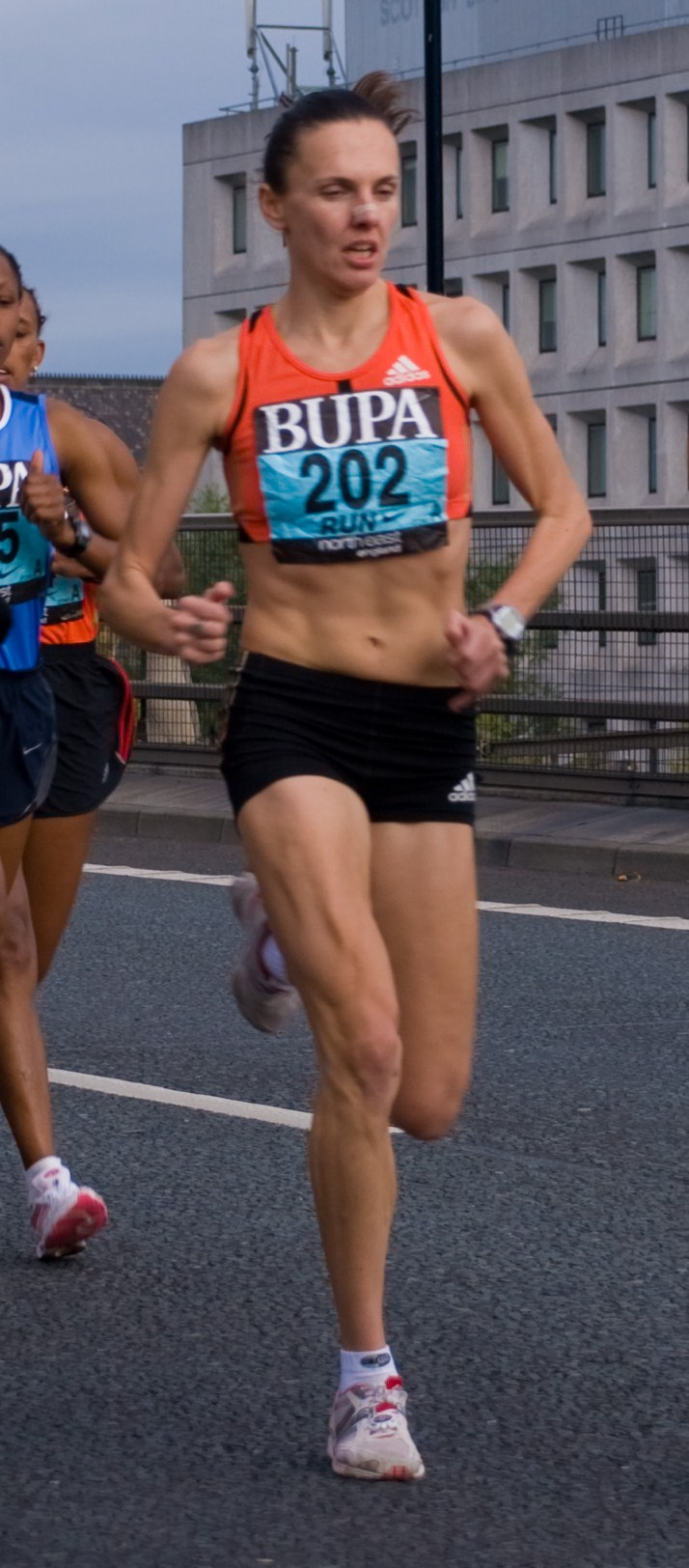
Anikó Kálovics uit Hongarije won drie keer op rij

De halve marathon van Milaan is een hardloopwedstrijd over 21,1 km, die sinds 1972 jaarlijks in maart (voorheen ook april) wordt gehouden in de Italiaanse stad Milaan. De Italiaanse naam is 'Stramilano Agonistica Internazionale'. De wedstrijd wordt georganiseerd door de Gruppo alpinistico Fior di Roccia en is een van de meest belangrijke wegwedstrijden in de atletiek wereldwijd. 
Het evenement werd bedacht in 1972 door de Italiaan Renato Cepparo. Het idee kreeg vorm na het onverwachte succes van de Milan-Proserpio loop, een 43-km, "niet-competitieve" wandeling georganiseerd  voor een kleine groep deelnemers.
Een jaar later vond de eerste Stramilano plaats op 14 maart 1972, als een nachtelijke wandeling die liep langs de gehele buitenste ringweg (ongeveer 22 km) en trok meer dan 4.000 deelnemers. Vervolgens steeg de participatie gestaag tot een gemiddelde van 50.000 deelnemers.
De start is op het belangrijkste plein in het centrum van Milaan, het Piazza Castello, naast het Sforzesco Kasteel. Het parcours gaat vervolgens naar het noordwesten over de Corso Sempione. Daarna gaat het rond de binnenstad met de klok mee. Na 18 km komen de lopers weer op de Corso Sempione, om te finishen in de historische Arena Civica.
De Keniaan Paul Tergat liep in 1998 een wereldrecord tijdens de halve marathon van Milaan. In 1996 liep hij al een snellere tijd, maar een verkeerd geplaatste kegel maakte het parcours net iets te kort en werd er geen record toegestaan. Tergats wereldrecord werd in 2005 verbroken door Samuel Wanjiru.

## Parcoursrecords
- Mannen: 59.12 - James Mwangi Wangari  KEN (2016)
- Vrouwen: 1:07.42 - Ruth Chepngetich  KEN (2017)

## Winnaars
| Jaar | Snelste man                | Land      | Tijd    | Snelste vrouw           | Land          | Tijd    |
| ---- | -------------------------- | --------- | ------- | ----------------------- | ------------- | ------- |
| 2024 | Antony Kimtai              | Kenia     | 1:00.31 | Anchinalu Genaneh       | Ethiopië      | 1:07.55 |
| 2019 | Vincent Rerimoi            | Kenia     | 1:00.10 | Priscah Jeptoo          | Kenia         | 1:08.26 |
| 2018 | Felix Kibitok              | Kenia     | 1:00.11 | Sutume Asefa Kebede     | Ethiopië      | 1:07.54 |
| 2017 | Fredrick Moranga           | Kenia     | 1:01.20 | Ruth Chepngetich        | Kenia         | 1:07.42 |
| 2016 | James Mwangi Wangari       | Kenia     | 59.12   | Rael Kiyara Nguriatukei | Kenia         | 1:10.19 |
| 2015 | Thomas Lokomwa James       | Kenia     | 1:00.33 | Rebecca Chesire Kangogo | Kenia         | 1:08.21 |
| 2014 | Thomas Lokomwa James       | Kenia     | 1:01.39 | Lucy Wambui Murigi      | Kenia         | 1:10.52 |
| 2013 | Daniel Kiprop Limo         | Kenia     | 1:01.49 | Pauline Njeri Kahenya   | Kenia         | 1:11.19 |
| 2012 | Yakob Jarso Kintra         | Ethiopië  | 1:01.07 | Valeria Straneo         | Italië        | 1:08.48 |
| 2011 | Matthew Kipkoech Kisorio   | Kenia     | 1:00.03 | Birhane Ababel Yeshaneh | Ethiopië      | 1:09.54 |
| 2010 | Moses Mosop                | Kenia     | 59.20   | Jane Kiptoo Chepkosgei  | Kenia         | 1:09.52 |
| 2009 | Paul Kimaiyo Kimugul       | Kenia     | 1:01.03 | Aberu Kebede            | Ethiopië      | 1:08.43 |
| 2008 | Philemon Kipchumba Kipsang | Kenia     | 1:02.14 | Maria Zeferina          | Brazilië      | 1:13.50 |
| 2007 | Philemon Kipchumba Kipsang | Kenia     | 1:00.55 | Anikó Kálovics          | Hongarije     | 1:08.58 |
| 2006 | Paul Kimaiyo Kimugul       | Kenia     | 1:00.49 | Anikó Kálovics          | Hongarije     | 1:10.55 |
| 2005 | Wilson Kebenei Kiprotich   | Kenia     | 1:00.11 | Anikó Kálovics          | Hongarije     | 1:11.57 |
| 2004 | Robert Kipchumba Kipkorir  | Kenia     | 1:00.21 | Tiziana Alagia          | Italië        | 1:13.21 |
| 2003 | John Yuda                  | Tanzania  | 1:00.25 |                         |               |         |
| 2002 | Rachid Berradi             | Italië    | 1:00.20 |                         |               |         |
| 2001 | Patrick Ivuti              | Kenia     | 1:00.42 |                         |               |         |
| 2000 | Patrick Ivuti              | Kenia     | 1:00.49 |                         |               |         |
| 1999 | Paul Tergat                | Kenia     | 59.22   |                         |               |         |
| 1998 | Paul Tergat                | Kenia     | 59.17   |                         |               |         |
| 1997 | Paul Tergat                | Kenia     | 1:00.23 |                         |               |         |
| 1996 | Paul Tergat                | Kenia     | 58.51   |                         |               |         |
| 1995 | Paul Tergat                | Kenia     | 59.56   |                         |               |         |
| 1994 | Paul Tergat                | Kenia     | 1:00.13 | Maria Guida             | Italië        | 1:10.29 |
| 1993 | Moses Tanui                | Kenia     | 59.47   | Rosanna Munerotto       | Italië        | 1:11.07 |
| 1992 | Moses Tanui                | Kenia     | 1:01.06 |                         |               |         |
| 1991 | Moses Tanui                | Kenia     | 1:00.51 |                         |               |         |
| 1990 | Moses Tanui                | Kenia     | 1:01.43 |                         |               |         |
| 1989 | John Ngugi                 | Kenia     | 1:01.24 | Mary O'Connor           | Nieuw-Zeeland | 34.16   |
| 1988 | Diamantino dos Santos      | Brazilië  | 1:02.51 |                         |               |         |
| 1987 | Gelindo Bordin             | Italië    | 1:03.16 |                         |               |         |
| 1986 | Alberto Cova               | Italië    | 1:02.04 | Laura Fogli             | Italië        | 1:14.10 |
| 1985 | Enzo Davoglio              | Italië    | 1:07.14 | Carla Beurskens         | Nederland     | 1:12.30 |
| 1984 | Alberto Cova               | Italië    | 1:01.52 | Laura Fogli             | Italië        | 1:14.10 |
| 1983 | Alberto Cova               | Italië    | 1:03.28 | Rosa Mota               | Portugal      | 1:13.22 |
| 1982 | Mohamed Kedir              | Ethiopië  | 1:03.26 | Grete Waitz             | Noorwegen     | 1:09.19 |
| 1981 | Robert de Castella         | Australië | 1:04.52 | Silvana Cruciata        | Italië        | 1:17.39 |
| 1980 | Robele Wolde               | Ethiopië  | 1:06.04 |                         |               |         |
| 1979 | Edmundo Warnke             | Chili     | 1:07.05 | Barbara Moore           | Nieuw-Zeeland | 1:18.30 |
| 1978 | Franco Fava                | Italië    | 1:04.31 | Silvana Cruciata        | Italië        | 1:18.44 |
| 1977 | Mohamed Kedir              | Ethiopië  | 1:03.26 | Silvana Cruciata        | Italië        | 1:22.05 |
| 1976 | Víctor Mora                | Colombia  | 1:02.28 | Silvana Cruciata        | Italië        | 1:15.27 |